# アウグステ・ヴィクトリア・フォン・ホーエンツォレルン＝ジグマリンゲン
アウグステ・ヴィクトリア・フォン・ホーエンツォレルン＝ジグマリンゲン（ドイツ語: Auguste Viktoria von Hohenzollern-Sigmaringen, 1890年8月19日 - 1966年8月29日）は、ポルトガル王マヌエル2世の妻。王制廃止後に結婚したため、王妃とは認められなかった。
ポルトガル語名ではアウグスタ・ヴィトリア・デ・オーエンゾレルン＝ジグマリンゲン（Augusta Vitória de Hohenzollern-Sigmaringen）。

## 生涯
1890年、アウグステ・ヴィクトリアは当時ルーマニア王位の推定相続人であったホーエンツォレルン＝ジグマリンゲン侯ヴィルヘルム（ルーマニア王フェルディナンド1世の兄）と、最初の妃マリーア・テレーザ（両シチリア王フェルディナンド2世の孫でオーストリア皇后エリーザベトの姪）の長女として、ポツダムで生まれた。大叔母にポルトガル王ペドロ5世妃エステファニアがいる。

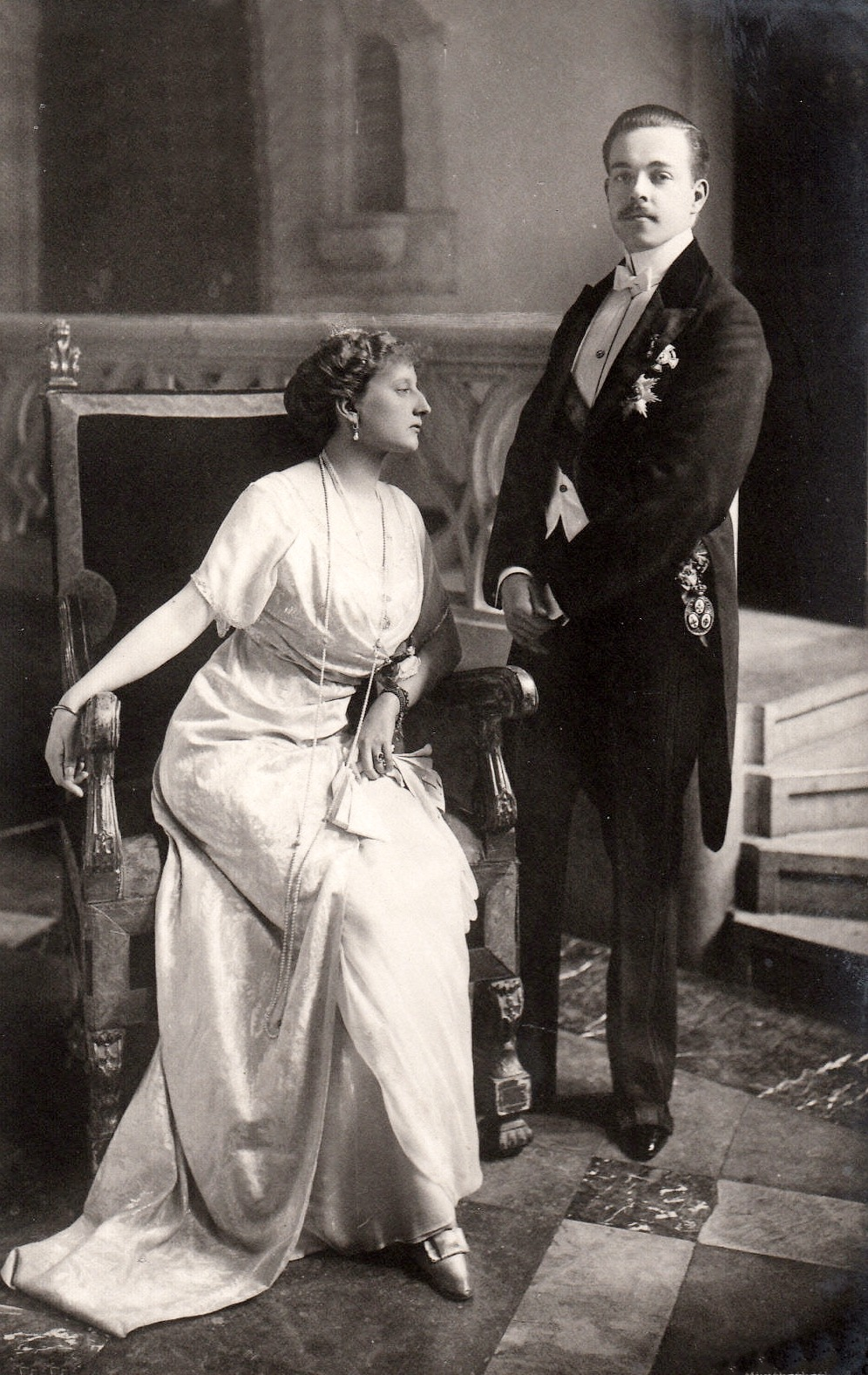
アウグステ・ヴィクトリアと最初の夫マヌエル2世（1913年）

1913年9月4日、イギリスに亡命していたポルトガル王マヌエル2世と結婚。マヌエルは1908年2月1日に父カルロス1世と兄の王太子ブラガンサ公ルイス・フィリペが同時に暗殺された為、王位を継承していた。その後1910年10月5日革命によって退位を余儀なくされ、結果的にポルトガルでは第一共和政が成立していた。結婚時はアウグステ・ヴィクトリアが23歳、新郎マヌエルは24歳だった。双方ともポルトガル女王マリア2世とフェルナンド1世夫妻の曾孫で、又従兄弟である。マヌエルは1932年7月2日、ミドルセックス州トゥイッケナム、フルウェル・パークで亡くなった。2人の間に子どもはなかった。
1939年4月23日にロベルト・ドゥグラス伯爵（1880年 - 1955年）と再婚。ロベルトはスコットランドのダグラス氏族の支流であるスウェーデンのドゥグラス伯爵家の第13代当主でバーデン大公国の貴族家門ドゥグラス＝ランゲンシュタイン家の家長でもあり、ランゲンシュタイン城の城主だった。2人はまた、バーデン大公カール・フリードリヒを共通の先祖とする三従兄弟でもあった。この結婚時、アウグステ・ヴィクトリアは48歳、ロベルトは59歳だった。この結婚でも子供はなかった。ロベルトは1955年8月26日に亡くなった。 
1966年8月29日、バーデン＝ヴュルテンベルク州アイゲルティンゲン（フライブルク県コンスタンツ郡）にて76歳で亡くなった。